# Epicauta ennsi
Epicauta ennsi är en skalbaggsart som beskrevs av Werner 1957. Epicauta ennsi ingår i släktet Epicauta och familjen oljebaggar. Inga underarter finns listade i Catalogue of Life.